# MLB All-Star Game
Major League Baseball All-Star Game er en opvisningsbaseballkamp, der hvert år udspilles med deltagelse af de bedste spillere fra de to ligaer i Major League Baseball (MLB). Denne traditionsrige begivenhed markerer omtrent midtpunktet for den igangværende baseballsæson. I løbet af den tre dage lange såkaldte All-Star Weekend, som er den eneste pause i løbet af sæsonen, afholdes desuden Home Run Derby og andre baseballrelaterede konkurrencer.

## All-Star Game

### Udvælgelse
All-Star Game udspilles mellem de to ligaer: American League (AL) og National League (NL). Hver af ligaernes holdopstillinger består af de spillere, der har haft den mest succesfulde sæson indtil videre det pågældende år. Positionsspillerne (dvs. all undtagen pitcherne) udvælges af fansene ved afstemning på diverse stadioner samt over internettet. En yderligere lukket afstemning blandt de aktive Major League Baseball-spillere og trænere afgør pitcherne, samt hvem der skal med som reserver. Der er tradition for, at der minimum kommer én spiller fra alle ligaens hold med i hver trup.
En spiller, der bliver valgt til sin ligas All-Star-hold, vil i al fremtid blive refereret til som en All-Star. Det er dog normalt også at nævne, hvor mange år spilleren er blevet valgt. Rekorden for flest udvælgelser indehaves af home run-kongen Hank Aaron, der var med i sin ligas trup 21 gange i alt.
De to hold ledes af de cheftrænere, hvis hold sidste år vandt ligaernes respektive Championship Series. Selvom trænerne ikke frit kan lave om på deres startopstilling, skal de dog vælge deres starting pitcher og lineup.

### Kampens karakter
All-Star Game er fortrinsvis en opvisningskamp for fansenes skyld, og derfor er stemningen ofte ret afslappet, og de benyttede taktikker afspejler, at der gerne skal vises så mange facetter af spillet som muligt. Der foretages en del flere udskiftninger end almindeligt, så tilskuerne får lejlighed til at se mange af de store stjerner i aktion.
For ikke at dræbe spændingen helt blev det bestemt i 2003, at den liga, der vandt All-Star Game, ville få hjemmebanefordel i World Series. Dette betyder eksempelvis, at Chicago White Sox (fra AL) skulle have fire hjemmekampe i World Series i 2005, mens Houston Astros (fra NL) kun skulle have 3, eftersom American League havde vundet det års All-Star Game (imidlertid vandt White Sox de fire første kampe mod Astros, og dermed var det ikke nødvendigt at spille de sidste tre).

### Vindere af All-Star Game
Siden 1933, hvor det første All-Star Game blev spillet i Chicago, Illinois, er der blevet spillet 77 All-Star Games. 40 af dem er blevet vundet af National League, mens American League har sejret 35 gange. 2 kampe er helt ekstraordinært endt uafgjort. National League har haft den længste sejrsrække på 11 sejre i træk. Imidlertid har American League vundet de seneste 10 All-Star Games (fra 1997 til 2006 – omend 2002-kampen endte uafgjort).

## Home Run Derby
Siden 1985 har det såkaldte Home Run Derby fundet sted dagen før selve All-Star Game. I denne konkurrence dyster de 8 stærkeste battere fra hele Major League Baseball om at slå så mange home runs som muligt. Bolden bliver ikke pitchet til dem, men snarere kastet som til træning, og dermed bliver der altid slået massevis af bolde ud af stadion til fansenes store fornøjelse. Rekorden for at slå flest home runs i derbyet blev sat af Bobby Abreu i 2005 med hele 41.

## Andre begivenheder
Dagen før Home Run Derby – dvs. to dage før All-Star Game – afholdes en softballkamp mellem kendte fra forskellige brancher, dvs. både tidligere baseballspillere og folk fra fx musik- og filmindustrien.
I løbet af All-Star Weekenden spilles desuden det såkaldte All-Star Futures Game, hvor unge talenter fra hele verden får en chance for at komme i mediernes søgelys for første gang.